# Club de Fútbol Reboceros de La Piedad
O Club de Fútbol Reboceros de La Piedad é um clube de futebol com sede em La Piedad, Michoacán, México. A equipe compete na Campeonato Mexicano de Futebol.

## História
O clube foi fundado em 1951.